# European Centre for Certification and Privacy
El Centro Europeo de Certificación y Privacidad (ECCP) es una organización europea establecida en Luxemburgo. Su misión es apoyar la investigación y la estandarización en el campo de la regulación de datos y el cumplimiento normativo.
El ECCP actúa como propietario del Esquema Europrivacy, el Sello Europeo de Protección de Datos, que es la certificación oficial de protección de datos europea según el Reglamento General de Protección de Datos (RGPD).De acuerdo con el Art. 42 del RGPD, el objetivo de esta certificación es demostrar "el cumplimiento del RGPD de las operaciones de tratamiento de los responsables y encargados". Europrivacy ha sido aprobado por el Comité Europeo de Protección de Datos (CEPD) y está reconocido en todos los Estados miembros de la UE y del EEE.
ECCP también gestiona otros esquemas de certificación, como:
- Esquema de certificación de la Ley AI;
- Criterios de certificación de la Directiva ePrivacy;
- Criterios de certificación de la Ley de Datos;
- Criterios de certificación de la Ley de Gobernanza de Datos;
- Trust Scale Levels (TSL).

ECCP también participa activamente en la investigación europea sobre regulación de datos y cumplimiento normativo, incluso en áreas como los espacios de datos y la investigación médica.